# ヤン・デ・ブライ

『ユリシーズとペネロペとしてのデ・ブライと彼の妻』1668年

ヤン・デ・ブライ（Jan de Bray, 1627年ごろ - 1697年4月4日）は、オランダ絵画黄金時代の画家である。彼はハールレムに暮らし、絵画制作を行ったが、60歳の時に破産し、アムステルダムに移った。

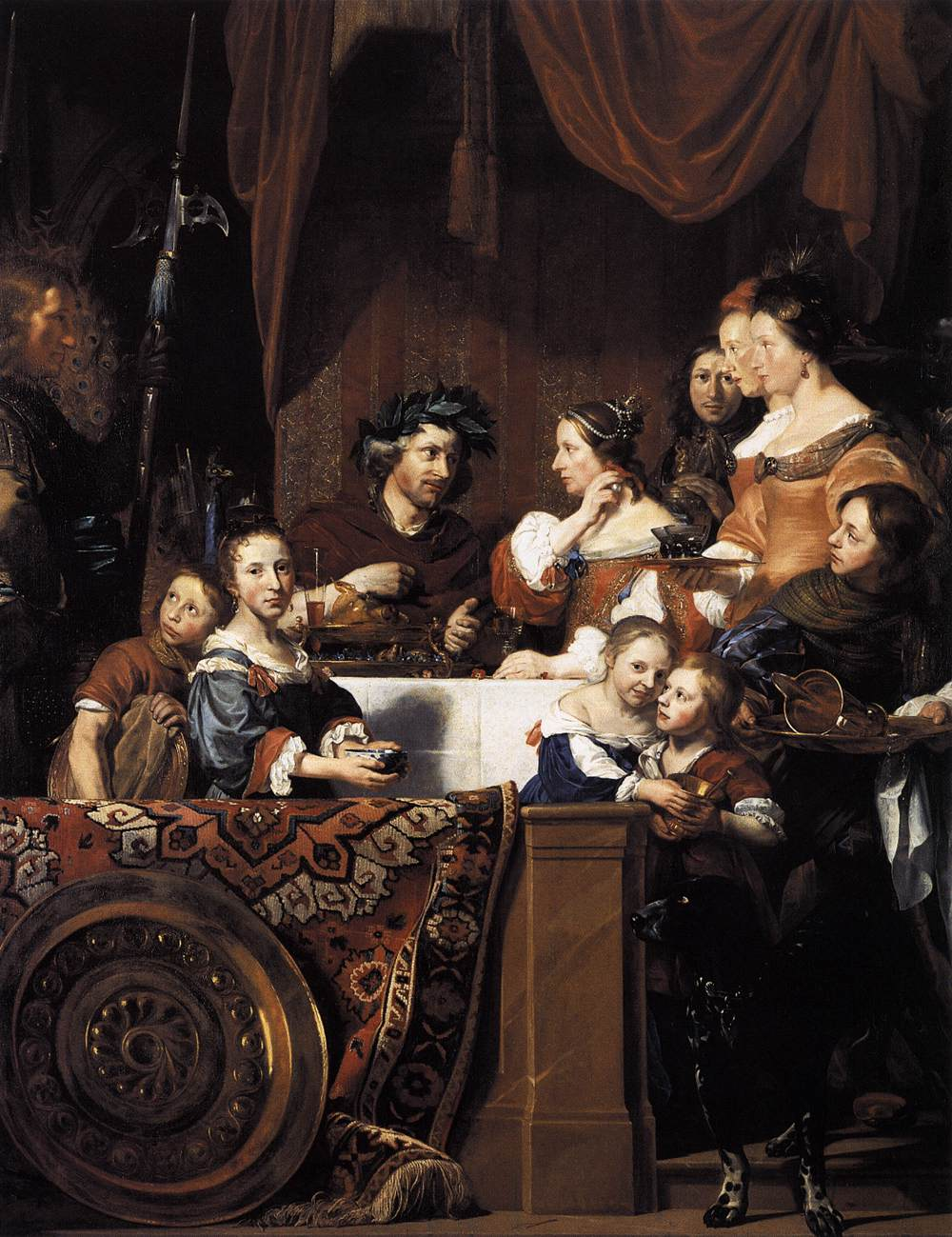
『クレオパトラの宴』としてのヤン・デ・ブライの家族の肖像。アントニウスとクレオパトラの宴の場面に設定され、クレオパトラがワインにイヤリングを入れる瞬間を描いている。ヤンは左端に立っている。より早い時期のヴァージョンでは、息子たちは父親のアントニウスを見ているが、この絵画で息子たち (ディルク以外は、全員死亡していた) はヤンを見ている。

ヤン・デ・ブライは、父親のサロモン・デ・ブライ、そして肖像画家のバルトロメウス・ファン・デル・ヘルストとフランス・ハルスに影響を受けた。デ・ブライの作品は、主に肖像画、とりわけ集団肖像画と歴史画であった。彼はこの2つのジャンルの絵画を「歴史画的肖像画 (portrait historié) 」として組み合わせることに特化した。それは、歴史上の人物を、彼自身や彼の家族を含め当時の人物の姿で表す肖像画である。 デ・ブライの最上の作品としては、彼自身を含め彼の家族をモデルとしている『クレオパトラの宴』の2つのヴァージョン (ロイヤル・コレクション、1652年、キュリア美術館、ニューハンプシャー州、1669年) がある。2番目のヴァージョンは非常な悲しみを含んだものとなっているが、それは、描かれている人物たちの大部分が1663-1664年のペスト禍で死去していたからである。

## 伝記
ヤン・デ・ブライはハールレムに生まれた。伝記作者アルノルト・ホウブラーケンによれば、ヤンは彼の父親で画家、建築家、詩人のサロモン・デ・ブライの最も名高い弟子であった。ホウブラーケンは、ヤンを「ハールレムの王冠の真珠」と呼んでいる。彼は1697年制作のヤンの絵画『ダヴィデと契約の箱』をアルノウト・ファン・ハーレンのコレクションで見ており、竪琴を弾くダヴィデと背後のレビ人のリアルな身体の色調を称賛した。ホウブラーケンはまた、イサーク・デル・クール (Isaak del Court) の家で見たヤンの手になる黒と赤チョークの素描についても言及している。

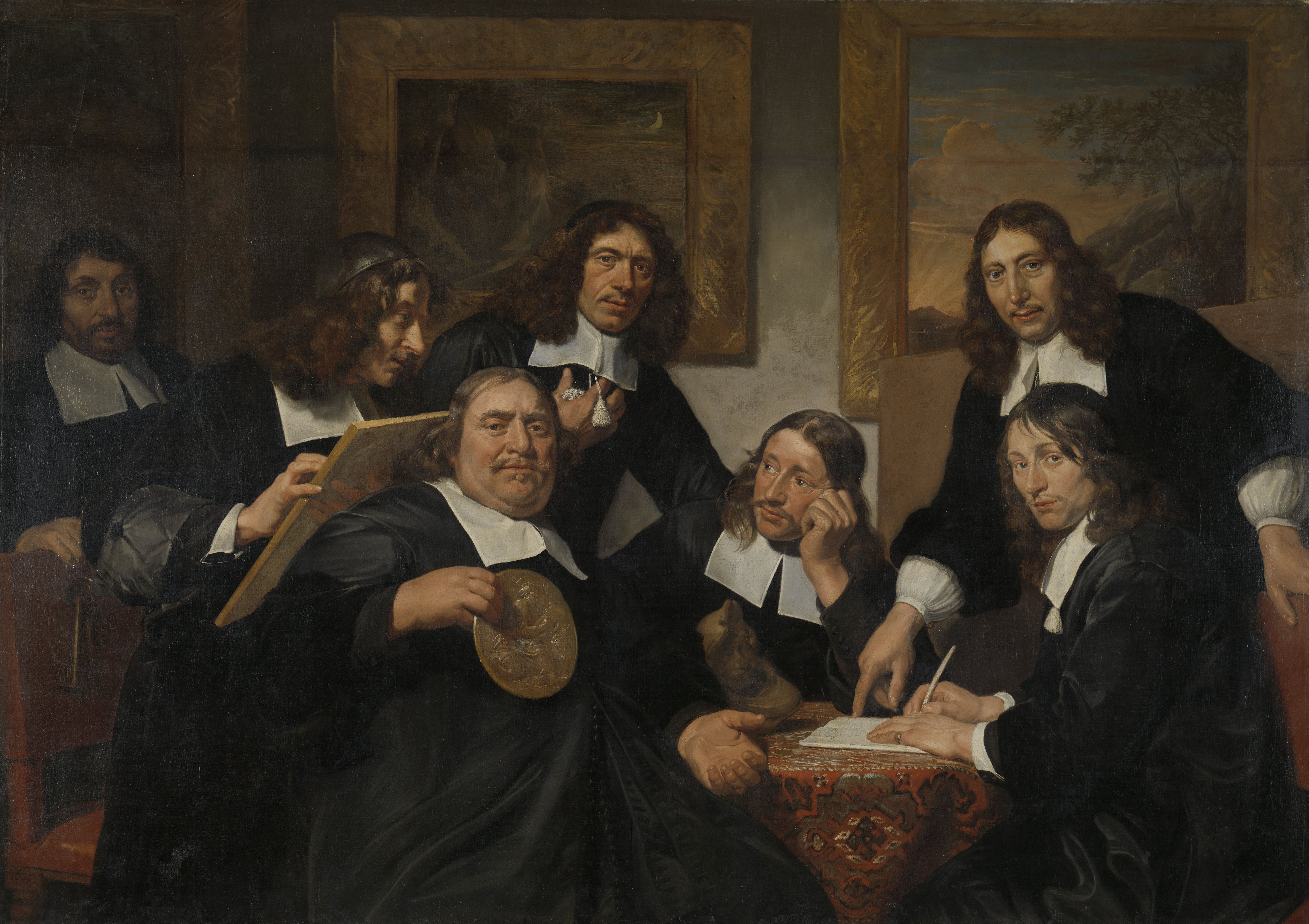
『ハールレム聖ルカ組合の理事たち』1675年。ヤン・デ・ブライの自画像が左から2番目に見える。彼の兄弟ディルク・デ・ブライは上部右側に立っている。アムステルダム国立美術館

ヤン・デ・ブライは画家としての人生の大半をハールレムで過ごし、ハールレム聖ルカ画家組合の理事であった。彼の兄弟のディルク・デ・ブライは花の静物画家であったが、後にゴッホの町近くのハースドンク (Gaesdonck) 修道院の修道士となった。ヤンの母親は、画家ヤン・ウェステルバーン (Jan Westerbaen) と詩人ヤーコプ・ウェステルバーンの姉 (または妹) のアナ・ウェステルバーンであった。ヤンの姉 (または妹) のコルネリアは画家のヤン・リーフェンスと結婚した。
1664年にハールレムで起きたペスト禍でデ・ブライの家族はほとんどが他界したが、彼は生き延びた。彼は、父親、兄弟のヨセフ・デ・ブライ、そして、ほかの3人の兄弟姉妹をそれぞれ2ヵ月以内の間隔で亡くした。彼の妻たち、1668年10月21日に結婚したマリア・ファン・ヘース (Maria van Hees)、1672年に結婚したマルハレータ・デ・メイエル (Margaretha de Meyer)、1678年1月30日に結婚したフィクトリア・スタルペルト・ファン・デル・ウィーレン (Victoria Stalpert van der Wielen) は、それぞれ彼よりも先に亡くなった。フィクトリアが亡くなったのは、息子ヨハン・ルーカス (Johan Lucas) を生んですぐのことであった。1689年にデ・ブライはハールレム市民として破産宣告をし、アムステルダムに移住した後に亡くなった。しかし、彼はハールレムに埋葬された。

## ギャラリー

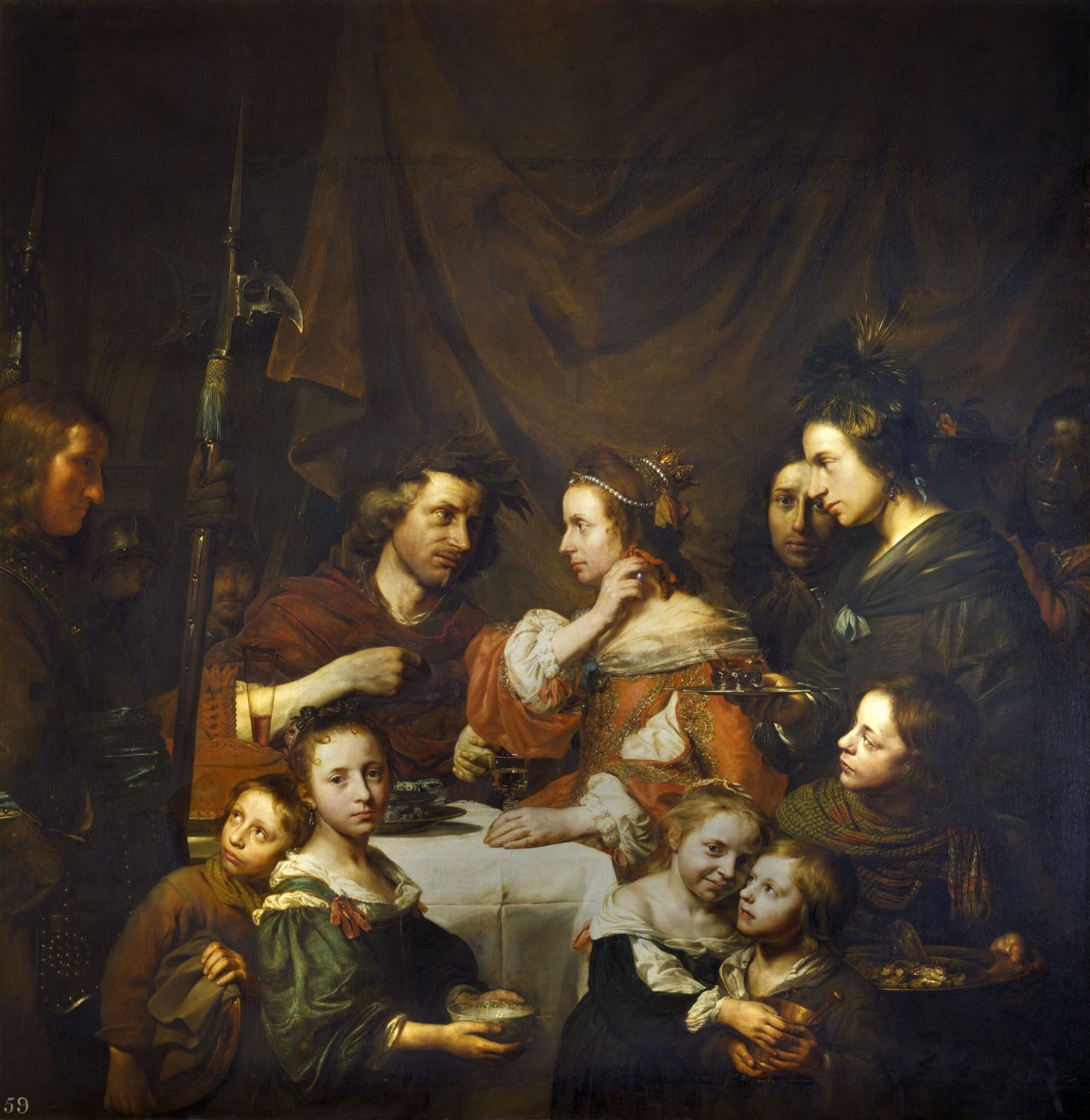
『クレオパトラの宴』の第1ヴァージョン。1652年。ロイヤル・コレクション
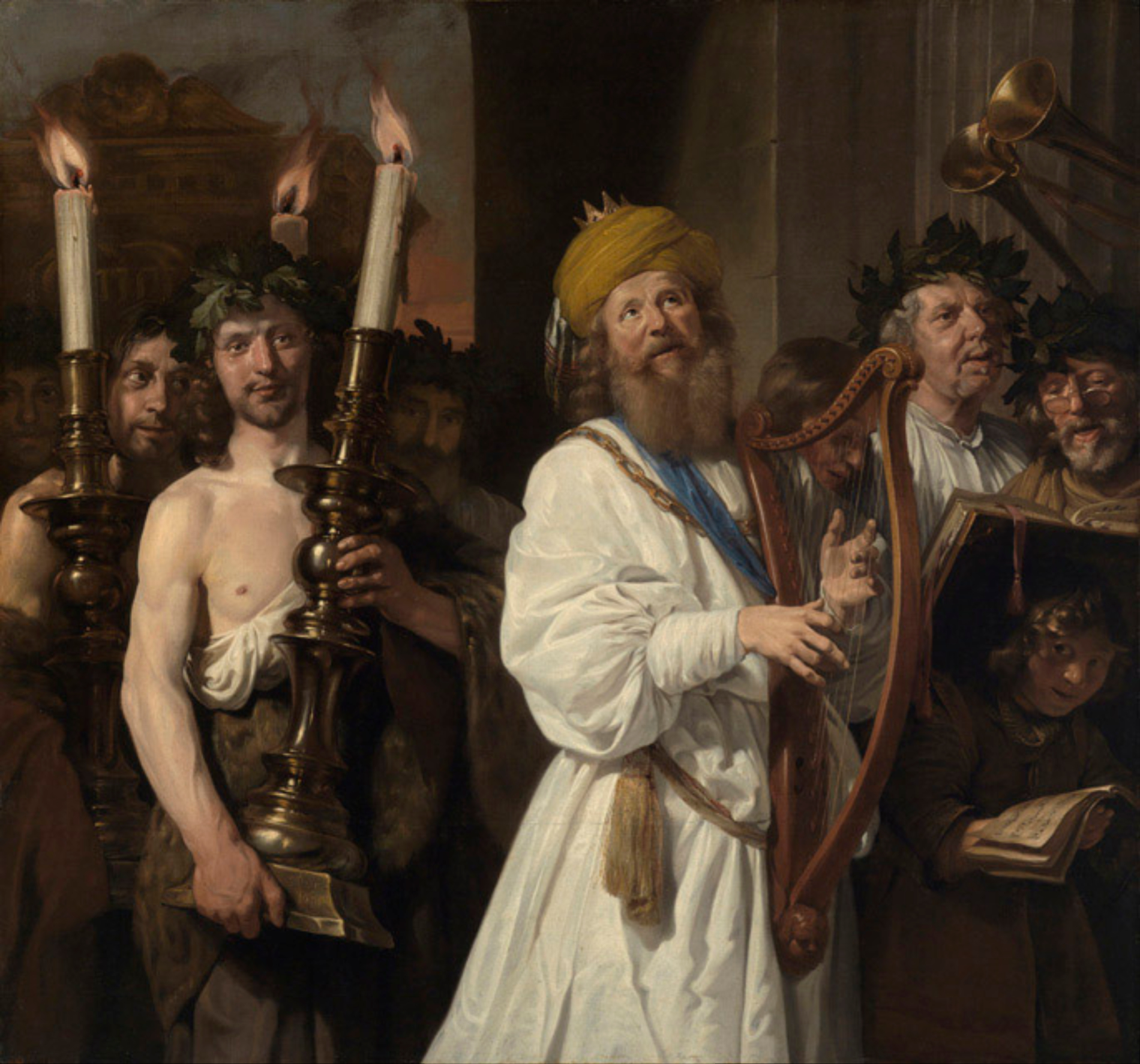
『ダヴィデと契約の箱』1670年。
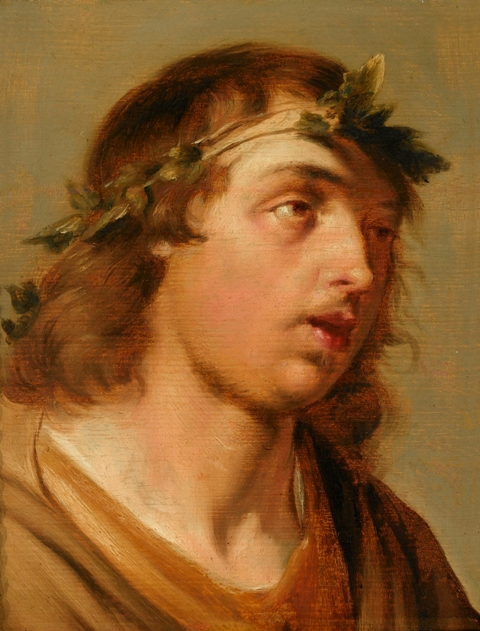
『バッカス』ゆるい筆致で描かれている。
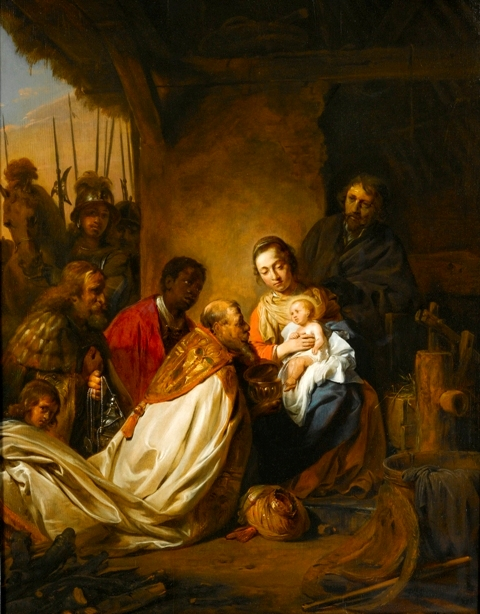
『東方三博士の教会』隠れ教会（英語版）のための典型的な祭壇画
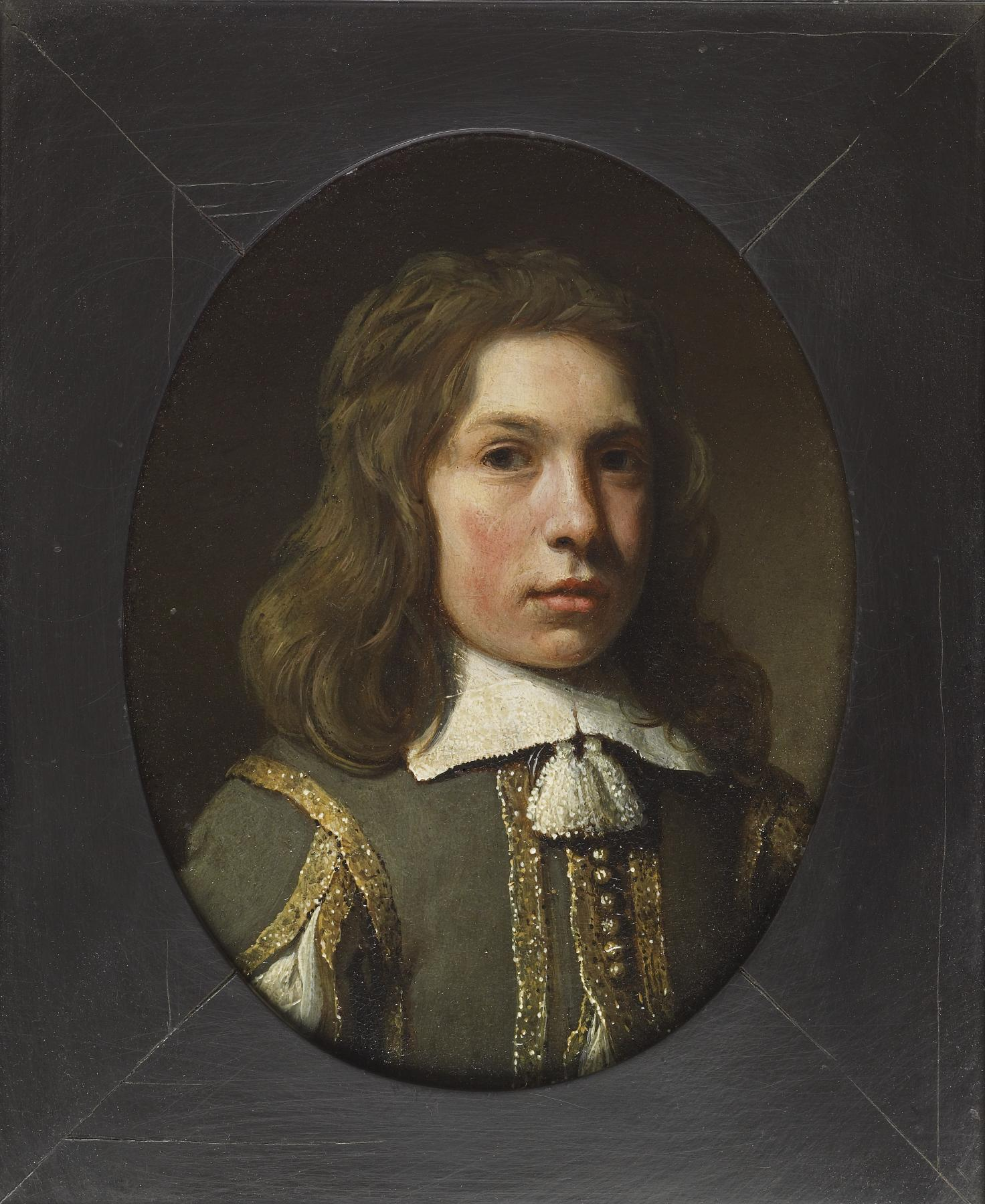
『少年の頭部』ウォルターズ美術館、ボルチモア
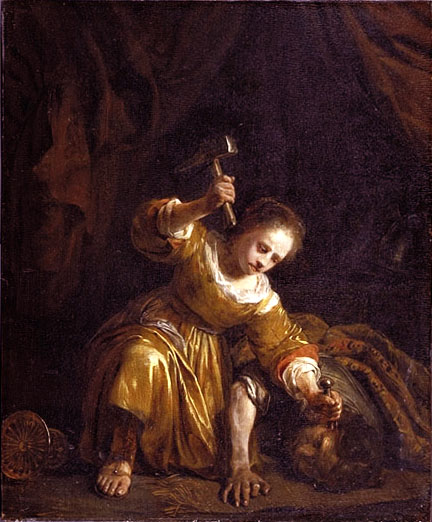
『ジャエルとシセラ』1659年。ヨーク美術館群トラスト（英語版）
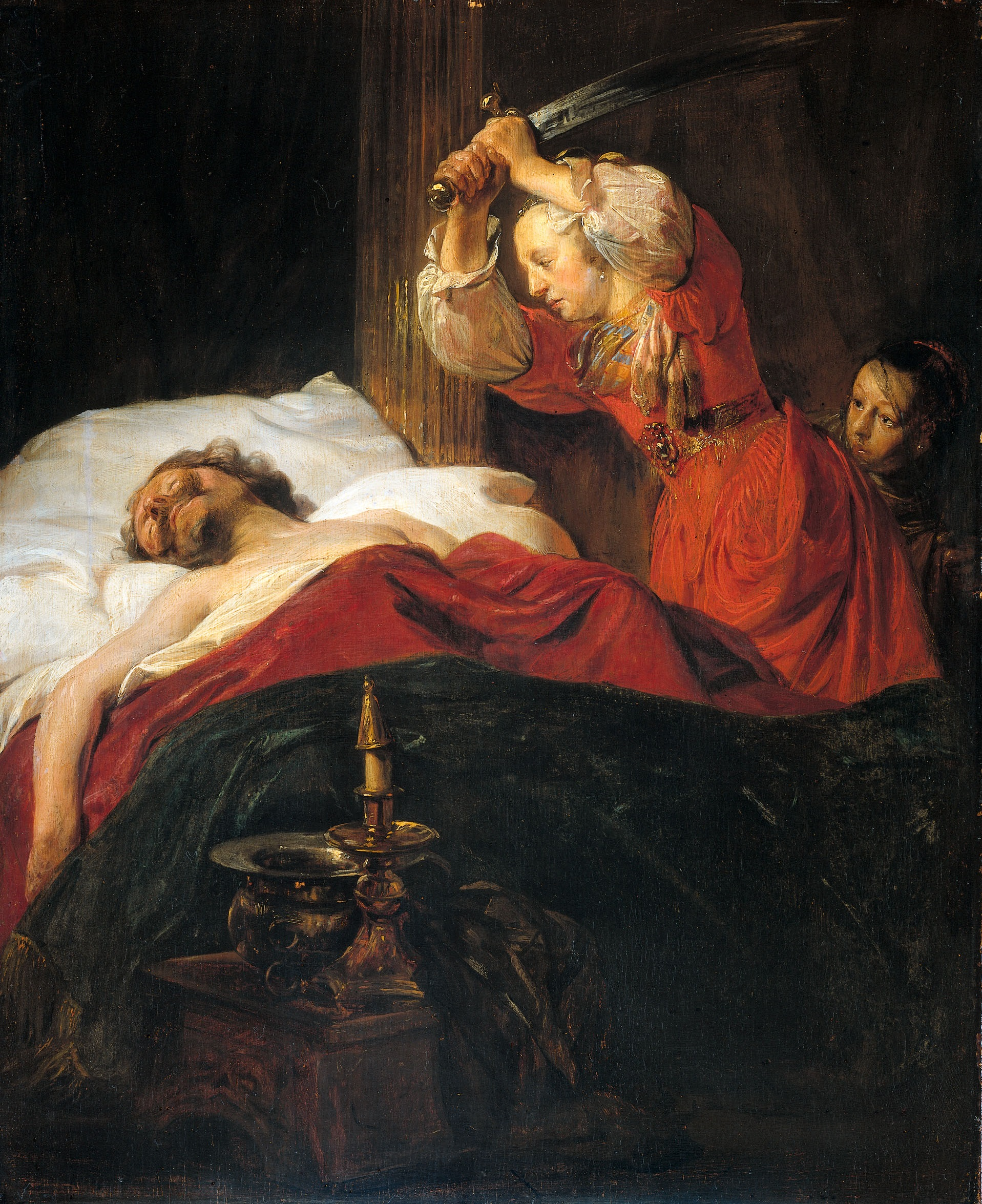
『ユディトとホロフェルネス』1659年。アムステルダム国立美術館
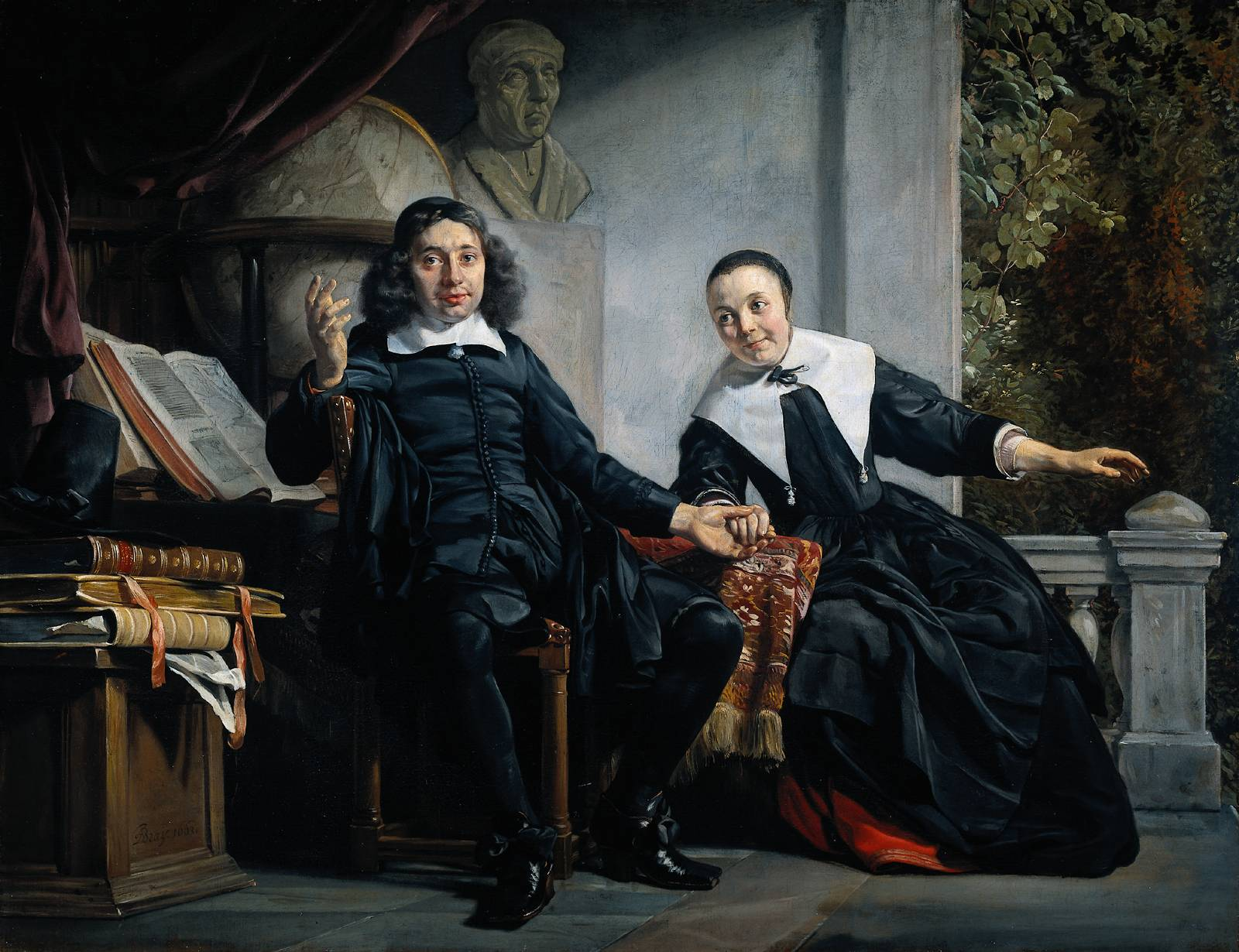
『ハールレムの印刷業者アブラハム・カステレインとその妻マルガリエータ・ファン・バンケン』1663年。アムステルダム国立美術館